# Бітумний структуроутворювач
Бітумний структуроутворювач — продукт окислювальної дегідрополіконденсації прямогінних гудронів нафт Дніпровсько-Донецької западини; порошок з розміром частинок 0,87 мм (середньоквадратичне відхилення 0,84 мм, коефіцієнт варіації 0,972, ексцес 3,775; модальний діаметр — 0,56 мм), дійсною густиною 1025 кг/м3, позірною густиною 522 кг/м3.
Структуроутворювач добре розчиняється в ароматичних вуглеводнях і галогенопохідних (ксилол, хлороформ). Кількість спливаючих частинок складає 35,5 %. Рухомість структуроутворювача марки «БСУ-1» (згідно з ТУ 201-173-78, ТУ 39 0147009-037-90) залежить від температури і змінюється неоднозначно. Так, під час зміни температури від 20 до 120 оС рухомість зменшується спочатку різко (за 20-40оС), а відтак — повільно. Це пояснюється тим, що з ростом температури матеріал поки що зберігає свою гранулярну структуру, відбувається часткове розм'якшення і злипання гранул між собою, а потім починає губити свою гранулярну структуру і перетворюватися в пластичну масу. За 120оС рухомість мінімальна і складає 0,2 мм. З підвищенням температури від 120 до 160 оС рухомість збільшується і сягає 1,5 мм, структуроутворювач у цьому інтервалі температур далі розм'якшується і плавиться. За подальшого підвищення температури до 160оС рухомість не змінюється (структуроутворювач знаходиться в розтопленому стані). Залежність усадки структуроутворювача (на пенетрометрі з голкою за ГОСТ 1440-8) від температури (20-160оС) можна розділити на 3 ділянки. Перша — усадка незначна, інтервал температур від 20 до 40 оС. Пояснюється частковою деформацією гранул і їх ущільненням. Друга ділянка — від 40 до 140 оС. Під дією ваги циліндра проходить частково втрата його гранулярної структури. Коефіцієнт об'ємної усадки складає від 7 до 34,54 %. За температури вище 140 оС (третя ділянка) коефіцієнт об'ємної усадки постійний і дорівнює 34,54 %. Пенетрація (рухомість) сухого (без нафти) структуроутворювача складає 3,25 мм, а за невеликого вмісту нафти — мінімальна внаслідок поверхневого злипання окремих гранул. У міру збільшення кількості нафти в суміші наступає набрякання, розм'якшування і розчинення ґранул, що супроводжується ростом пенетрації. Великий інтервал зміни діаметра частинок (0,17-2 мм) і велика гранулометрична неоднорідність дає змогу рекомендувати його для тампонування різнорозкритих, великої провідності тріщин.